# Рожаки
Рожаки (укр. Рожаки) — село в Мостисской городской общине Яворовского района Львовской области Украины.
Население по переписи 2001 года составляло 17 человек. Занимает площадь 0,207 км². Почтовый индекс — 81310. Телефонный код — 3234.